# پائولو ترامزانی
پائولو ترامزانی (انگلیسی: Paolo Tramezzani؛ زادهٔ ۳۰ ژوئیهٔ ۱۹۷۰) بازیکن فوتبال اهل ایتالیا است.
از باشگاه‌هایی که در آن بازی کرده‌است می‌توان به باشگاه فوتبال اینتر میلان، باشگاه فوتبال کوزنتسا کالچو، باشگاه فوتبال ارورا پرو پاتریا ۱۹۱۹، باشگاه فوتبال ونتزیا، باشگاه فوتبال پیاچنزا، باشگاه فوتبال پیستویزه، باشگاه فوتبال تاتنهام هاتسپر، باشگاه فوتبال چزنا، باشگاه فوتبال آتالانتا، و باشگاه فوتبال امپولی اشاره کرد.